# 阿什克罗夫特诉伊克巴尔案
阿什克罗夫特诉伊克巴尔案（Ashcroft v. Iqbal）（556 US 662（2009））是美国最高法院的一个案件，该案件规定：在诉讼开始的第一个阶段——起诉阶段中，原告必须提出“合理的”诉由。与Bell Atlantic Corp. v. Twombly （两案统称Twiqbal ）一起，Iqbal 案提高了原告进入第二阶段证据开示阶段需要达到的门槛。此外，法院还裁定，如果没有证据证明政府官员下令实施所谓的歧视行为，政府官员不应对下属的行为负责。争论的焦点是，包括联邦调查局局长罗伯特·穆勒和前美国司法部长约翰·阿什克罗夫特在内的现任和前任联邦官员，是否有权获得有条件豁免权，以对抗有关他们知晓或纵容9·11 袭击后被拘留的穆斯林男子遭受种族和宗教歧视的指控。 该裁决还“改变了联邦法院的民事诉讼”，使法院更容易驳回个人诉讼。 

## 背景
2001 年 9 月 11 日上午，巴基斯坦裔美国人有线电视安装工伊克巴尔正在曼哈顿下城，这时世界贸易中心遭到袭击。当时他正在去更新自己的工作许可证，因为他是一名移民，还没有永久公民身份。 八周后，在一次最初无关的行动中，他因串谋诈骗美国政府和身份证明文件欺诈（违反《美国法典》第 18 卷第 371 和 1028 节）而被捕，并被审前拘留在纽约布鲁克林大都会拘留中心。 当警察搜查他的公寓时，他们发现了一张约好在 9/11 当天前往市中心的卡片，以及有关袭击的媒体报道，并怀疑他与袭击有关。 
伊克巴尔指控称，联邦调查局官员因为他的种族、宗教和国籍而将他指定为 9·11 袭击事件调查中的“需高度关注的人”，从而实施了歧视性政策。他声称，由于他的巴基斯坦穆斯林身份，他在等待欺诈审判期间被关押在拘留中心的最高管理级别的特别监房单元长达六个多月。
伊克巴尔声称，他是按照约翰·阿什克罗夫特的命令和制定的政策遭到监狱工作人员的折磨。具体来说，他声称在他被转移到特别监牢的那天，狱警无缘无故地“把他抱起来扔到墙上，踢他的肚子，打他的脸，并把他拖到房间对面。” 他作证说，在第二次遭到袭击后，他寻求医疗救治，但两周内均未得到治疗。 伊克巴尔还声称，特殊监狱的监狱工作人员对他进行了无理的脱衣搜查和体腔搜查， 辱骂他，称他为“恐怖分子”和“穆斯林杀手”， 拒绝给他提供足够的食物， 让他忍受极热和极冷的天气， 此外，他还表示，监狱工作人员干扰他祈祷、进行宗教学习， 以及他获得律师帮助的权利。 
2002 年 4 月 22 日，伊克巴尔承认使用他人的社会保障卡，并被判处监禁，直到 2003 年 1 月 15 日获释。在狱中，他的妻子与他离婚，导致他的绿卡失效。伊克巴尔获释后被驱逐回巴基斯坦。   返回巴基斯坦后，他被打上美国特工的标签。他的儿子因此遭受迫害并被强迫失踪。 

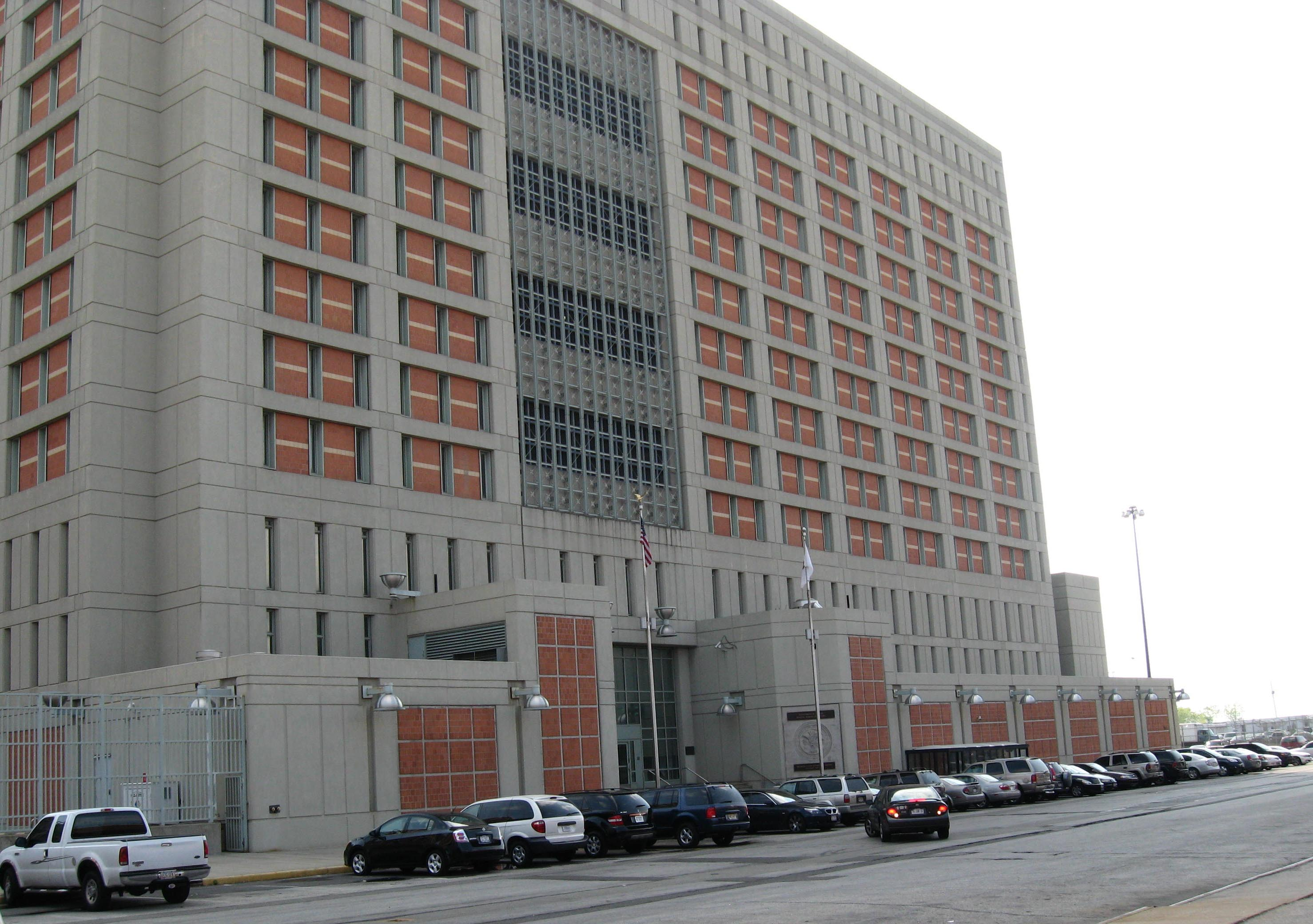
据称，伊克巴尔先生在这里遭到虐待。

获释后，伊克巴尔根据比文斯诉六名身份不明特工案确立的默示诉讼原因，对美国宪法第一、第四、第五、第六和第八修正案所赋予他的权利受到侵犯提出索赔，并提起各种法定索赔，包括根据《联邦侵权行为索赔法》向美国提出补偿性赔偿和惩罚性赔偿的索赔。伊克巴尔辩称，穆勒和阿什克罗夫特个人默许了拘留他以及拘留美国阿拉伯移民的决定。
司法部监察长办公室此前曾调查并证实了像伊克巴尔这样的 9·11 事件被拘留者遭受虐待的指控。 在对 MDC 状况的调查中，督察长办公室进行了一百多次采访，并获取了录像证据。 
联邦政府辩称，伊克巴尔的法律文件没有足够具体地将政府官员与拘留阿拉伯移民和穆斯林的政策联系起来。 地方法院认定伊克巴尔投诉中指控的事实充分。监察长办公室的报告还指出，上诉人亲自参与了“制定或实施”导致被告被关押在最高行政特别住房单元的政策。 美国第二巡回上诉法院维持了下级法院的判决，拒绝驳回诉讼，并认为该诉讼足以依据规则第 12(b)(6)条驳回动议获得通过。
最高法院准许审查，部分原因是为了解决“高级政府官员知晓下属官员涉嫌不法行为的结论性指控是否足以在根据比文斯案提起的诉讼中驳回动议”。

## 判决
2009 年 5 月 18 日，肯尼迪大法官以 5 比 4 做出裁决，最高法院推翻了第二巡回法院关于原告已提交充分事实的判决。最高法院认为，伊克巴尔的申诉没有提出足够的事实来指控故意和非法歧视。法院确认第二巡回法院具有管辖权，可以确认地方法院驳回原告驳回动议的命令。

### 监管责任
法院认为，根据先例，政府官员不能因其下属的违宪行为承担责任，因为存在上级责任，且替代责任不适用于比文斯案和第 1983 条诉讼，原告必须诉称：每一位政府官员被告，通过官员自身的个人行为，都违反了美国宪法。 
为此，法院裁定，
如果主张的是违反第一修正案和第五修正案的歧视，我们的判决明确规定，原告必须申辩并证明被告的行为具有歧视目的。Lukumi Babalu Aye 教会诉 Hialeah，508 U.S. 520, 540-541 (1993)（第一修正案）；华盛顿诉戴维斯，426 U.S. 229, 240 (1976)（第五修正案）。根据现有先例，有目的的歧视要求不仅仅是 “作为意志的意图或作为意识到后果的意图”。马萨诸塞州人事管理官诉 Feeney，442 U.S. 256, 279 (1979)。相反，它涉及决策者有意不是仅仅不顾行动对可识别群体的不利影响 ”而采取的行动。同上。因此，要以侵犯明确规定的权利为由提出申诉，答辩人必须提出充分的事实材料，证明请愿人不是出于中立、调查的原因，而是出于种族、宗教或民族歧视的目的，通过并实施了有争议的拘留政策。
法院驳回了伊克巴尔的论点，即根据“监督责任”理论，阿什克罗夫特和穆勒可能因“明知并默许下属使用歧视性标准对被拘留者进行分类决定”而承担责任。 

### 第八条诉讼标准
根据《联邦民事诉讼规则》第 8(a)(2) 条，诉状必须包含“简短、明确的索赔陈述，表明申诉人有权获得救济……无需提供详细的事实指控”。然而，法院发现规则 8 要求非动议方出示可信的事实指控，并接受其为真实，以“提出表面上可信的救济要求。” Bell Atlantic Corp. v. Twombly ，550 US 544，570（2007）。
当所陈述的事实内容使得法庭可以合理推断被告应对所指控的不当行为承担责任时，该诉讼请求具有表面合理性。 （同上， 556 页）法院以此方式确认，康利诉吉布森案（Conley v. Gibson, 355 US 41 (1957)）（该最高法院案件在贝尔大西洋公司诉托姆布雷案之前以极为宽泛的解释定义了规则 8 诉讼标准，将起诉标准制定得很低。）中规定的标准在任何情况下都不应被遵循。这两个案例通常被称为混合词Twiqbal 。
法院重申了贝尔大西洋公司诉托姆布雷案中诉讼充分性的检验标准和应用：
我们在特翁布利案中的判决有两个工作原则。首先，法院必须将诉状中的所有指控视为真实的原则不适用于法律结论....。其次，只有陈述了合理救济请求的诉状才能经受住驳回动议的考验。正如上诉法院所指出的，确定一项申诉是否提出了合理的救济请求是一项针对具体情况的任务，要求复审法院利用其司法经验和常识....。根据这些原则，法院在考虑驳回动议时，可以选择首先确定哪些诉状因不过是结论而无权被假定为真实。虽然法律结论可以为诉状提供框架，但它们必须得到事实指控的支持。当事实指控充分时，法院应假定其真实性，然后确定这些指控是否能合理地引起救济权。我们在特翁布利案中的判决说明了这种双管齐下的方法。
法院通过对原告的起诉进行检验，认定伊克巴尔的诉状不符合Twombly规则第 8 条。法院发现，他的几项指控（申诉者同意根据政策对他施以严酷的待遇，这完全是出于歧视因素，而并非出于合法的刑事利益；阿什克罗夫特是该政策的“主要设计者”；穆勒在该政策的通过和执行中发挥了“重要作用”）都是结论性的指控，不能假定为真实。法院判定，鉴于“9·11”袭击事件的实施者是阿拉伯穆斯林，因此，一项要求执法部门逮捕和拘留涉嫌与袭击有关人员的合法政策将对阿拉伯穆斯林产生不同的、附带的影响，这并不奇怪，即使该政策的目的既不是针对阿拉伯人也不是针对穆斯林。
即使上诉书中充分陈述的事实可以合理地推断伊克巴尔被捕是违宪歧视的结果，但仅凭这一推断并不能使他获得救济，因为他的诉求完全基于他们关押被归类为“高度敏感性”的被拘留者的常规政策，但申诉书中并没有包含合理的事实来表明他们的政策是基于歧视因素。
法院驳回了伊克巴尔的三项论点。首先，法院发现，Iqbal 提出的Twombly案件应限于反垄断背景的说法并未得到该案或联邦规则的支持。其次，法院认为，根据第二巡回法院的指示，第 8 条规则的诉讼要求无需放宽，即地方法院应进行不公开取证，以在简易判决动议之前保留请愿者的有限豁免权辩护。第三，法院认为，第 9(b) 条规则要求在辩护“欺诈或错误”时必须具体说明，但允许“一般性地指控某人的其他精神状况”，但并不要求法院在不参考事实背景的情况下相信起诉书的结论性陈述。
最高法院的结论是，第二巡回法院应首先决定是否将本案发回地区法院，以允许伊克巴尔请求修改其有缺陷的申诉。上诉法院随后将该案发回地区法院，以便其对此问题作出裁决。审判开始前，双方达成庭外和解。与法院的裁决不同，该和解结束了他对所有涉案政府官员的诉讼。
伊克巴尔对拘留中心警卫和主管等下级官员的指控不受法院判决的影响。 

### 苏特的反对意见
苏特大法官与史蒂文斯大法官、金斯伯格大法官和布雷耶大法官共同撰写了一份反对意见，称尽管阿什克罗夫特和穆勒已经承认，一名警官可能会因除替代责任之外的其他理由而受到比文斯作为上级的责任，“但法院显然拒绝了这一让步，并且……取消了比文斯案中的监管责任。多数派随后错误地适用了贝尔大西洋公司诉托姆布雷案（550 US 544 (2007)）的诉讼标准，得出结论认为该申诉未能提出索赔。” 苏特继续表示，多数派立场的主要谬误在于他们孤立地看待伊克巴尔的指控，而不是将其作为一个整体来看待。此外，伊克巴尔不仅指控阿什克罗夫特和穆勒允许了歧视政策，而且还指控他们制定了这项政策。

### 布雷耶的反对意见
布雷耶大法官提出了单独的异议，称无论是辩护状还是法院的意见都没有提供令人信服的理由来认定审判法院没有足够的手段来防止对“政府工作的正常执行”的不当干涉。 

## 影响
该裁决与先前的贝尔大西洋公司诉托姆布雷案（Bell Atlantic Corp. v. Twombly）的裁决一起被称为“ Twiqbal ”，被称为可能是“首席大法官约翰·罗伯茨 (John G. Roberts Jr.) 十年任期内最重要的裁决”，因为它“改变了联邦法院的民事诉讼规则”，损害了个人的诉讼利益。 这是有史以来被引用次数最多的五个最高法院判决之一。 截至 2017 年，该判决已被引用超过 85,000 次，其中大部分是在下级法院。这可能使得民权案件更难通过联邦司法机构进行审理。 
斯坦福大学法学教授Shirin Sinnar于 2017 年撰文认为，该案件大多忽略了案件的真正核心：伊克巴尔本人。辛纳尔指出，法庭将伊克巴尔笼统地视为嫌疑人和外国人，未能考虑到该案件的人性层面。她继续写道，法院对伊克巴尔案的判决在很多方面都是歧视性的，并且法院忽视了 911 后大规模针对性拘留的真正严重问题。许多逮捕都是基于种族、国籍和宗教，嫌疑人尽管无辜却在非人道的条件下被监禁。辛纳尔的结论是，该案对《民事诉讼规则》作出的愚蠢调整，对此后的原告产生了截然不同的影响。 
由于“有关不法行为的信息往往是秘密的，原告需要通过调查来查明有关危险产品或歧视行为的事实”，法院“可能会输掉一些不仅对原告的生活而且对法律和社会都具有重要意义的案件”。 
最初提起诉讼的埃及人埃哈德·埃尔马格拉比 (Ehad Elmaghraby) 在案件上诉至最高法院之前与美国政府达成了 30 万美元的和解。 

## 延伸阅读
- Eaton, Michael. . Santa Clara Law Review. 2011, 51 (1): 299–330.
- McNamara, Colleen. . Nw. U. L. Rev. 2011, 105 (1): 401–436.
- Robertson, Daniel W. . Pepperdine Law Review. 2012, 38 (1): 111–160.